# اتحادیه بین‌المللی رادیو آماتور
اتحادیه بین‌المللی رادیو آماتور - مخفف ای.آ.آر. یو (IARU) یک کنفدراسیون بین‌المللی سازمان‌های رادیویی آماتور ملی است که اجازه می‌دهد تا یک تالار گفتگو برای موضوعات مشترک مربوط به نگرانی‌ها و به‌طور جمعی موضوعات مربوط به اتحادیه بین‌المللی ارتباطات از راه دور (ITU) را ارائه دهد. پس از یک نشست غیررسمی در سال ۱۹۲۴ با نمایندگان فرانسه، بریتانیا، بلژیک، سوئیس، ایتالیا، اسپانیا، لوکزامبورگ، کانادا و ایالات متحده، طرحی برای برگزاری کنگره بین‌المللی آماتور در شهر پاریس، کشور فرانسه در آوریل ۱۹۲۵ تدوین شد. این کنگره به منظور تأسیس یک سازمان بین‌المللی رادیویی آماتور برگزار شد. کنگره با حضور نمایندگان ۲۳ کشور اروپا، آمریکا و آسیا برگزار گردید. اساس‌نامه ای.آ.آر. یو (IARU) در ۱۷ آوریل به تصویب رسید و تشکیل اتحادیه بین‌المللی رادیو آماتور در ۱۸ آوریل ۱۹۲۵ تصویب شد. به همین دلیل تاریخ (۱۸ آوریل) بعنوان روز رادیو آماتور تعیین و جشن گرفته می‌شود.
پروتکل این کنگره به زبان‌های انگلیسی، فرانسوی و اسپرانتو نوشته شده‌است.
در نوامبر ۲۰۱۹، اتحادیه بین‌المللی رادیو آماتور دارای ۱۷۲ عضو بود که همگی انجمن ملی بودند.

## حکومت
ای.آ.آر. یو (IARU) دارای یک رئیس‌جمهور و معاون رئیس‌جمهور، یک منشی منصوب و سایر مقامات (از جمله نمایندگان منطقه ای) است که یک شورای اداری را تشکیل می‌دهد. اعضاء این دفتر در حال حاضر تیموتی ایلام از (کانادا) بعنوان رئیس‌جمهور، اوله گارپستاد از (نروژ)، بعنوان معاون رئیس‌جمهور و راد استافورد از (ایالات متحده)، دبیر. دفتر مرکزی آن در نیواینگتن، کنتیکت، ایالات متحده واقع شده‌است.

## سازمان منطقه‌ای
ای.آ.آر. یو IARU در سه منطقه با نام منطقه ۱، منطقه ۲ و منطقه ۳ سازماندهی شده‌است. این مناطق مطابق با مناطق نظارتی است که توسط اتحادیه بین‌المللی ارتباطات از راه دور استفاده می‌شود. هر منطقه دارای یک کمیته اجرایی است که به‌طور معمول از یک رئیس‌جمهور، معاون رئیس‌جمهوری، وزیر، وزیر خزانه دار و چندین مدیر تشکیل می‌شود. این افسران منطقه ای توسط نمایندگان جوامع عضو در کنفرانس‌های منطقه ای سه ساله انتخاب می‌شوند. هماهنگ‌کنندگان ممکن است توسط کمیته اجرایی منطقه خود برای حمایت از مناطق خاص در منطقه یا ارتقاء برخی فعالیت‌های رادیو آماتور در منطقه منصوب شوند. هر سه منطقه برای هماهنگی امور رادیویی آماتور برای یافتن، ارتباطات اضطراری، نظارت بر تداخل الکترومغناطیسی و انتشار رادیو ایجاد شده‌اند. 

کشورهایی با انجمن‌های عضو ای.آ.آر.یو.
منطقه ۲ (۴۲ عضو)
منطقه ۳ (۲۹ عضو)